# The Ultimate Death Worship
The Ultimate Death Worship è il quinto album della symphonic black metal band Limbonic Art, pubblicato nel 2002 e prodotto dalla Nocturnal Art Productions.

## Tracce
1. The Ultimate Death Worship – 7:59
2. Suicide Commando – 7:20
3. Purgatorial Agony – 3:25
4. Towards the Oblivion of Dreams – 10:07
5. Last Rite for the Silent Darkstar – 2:28
6. Interstellar Overdrive – 6:04
7. From the Shades of Hatred – 6:10
8. Funeral of Death – 8:05
9. Voyage of the Damned (Traccia bonus della ripubblicazione del 2010) – 4:40

## Formazione
- Vidar "Daemon" Jensen - voce, chitarra
- Krister "Morpheus" Dreyer - voce, chitarra, tastiere